# Olszyna

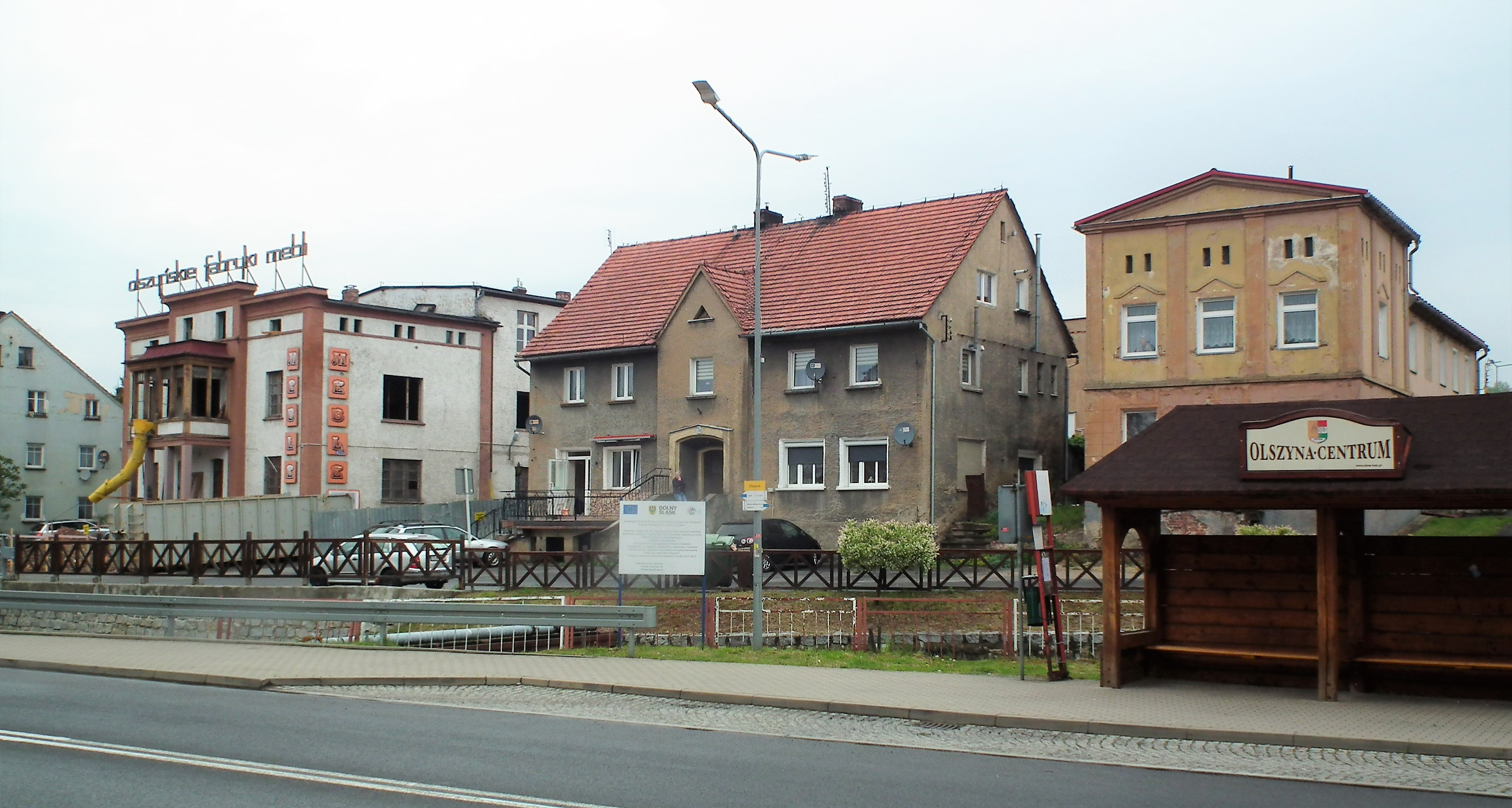
Zabudowa ulicy Wolności

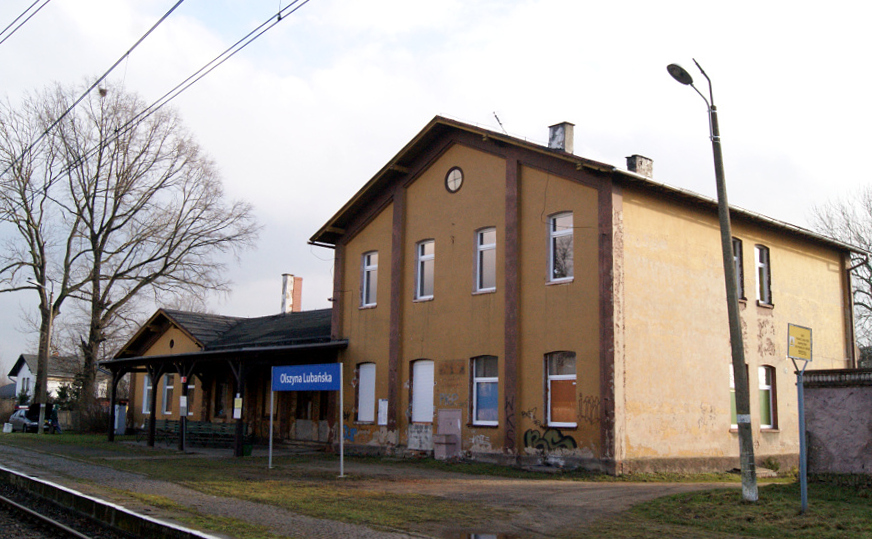
Dworzec kolejowy Olszyna Lubańska

Olszyna (niem. Langenöls) – miasto w Polsce, w województwie dolnośląskim, powiecie lubańskim, siedziba gminy Olszyna. Prawa miejskie otrzymała w 2005 r. Ośrodek przemysłu meblarskiego i drzewnego, fabryka materiałów izolacyjnych. Historycznie leży na Dolnym Śląsku, przy granicy z Górnymi Łużycami.
Według danych GUS z 1 stycznia 2022 r. miasto miało 4322 mieszkańców (606. miejsce w kraju).

## Położenie
Przez miasto przebiega droga krajowa nr 30 oraz szlak kolejowy łączący Jelenią Górę z Węglińcem i Zgorzelcem.
Według danych z 1 stycznia 2023 r. powierzchnia miasta wynosiła 20,3 km² (294. miejsce w kraju).

## Historia
Pierwsze wzmianki pochodzą z 1254 roku. W 1314 roku w Kronikach Gryfowa Śląskiego pojawia się po raz pierwszy kościół katolicki. Wieś była pustoszona podczas wojen husyckich w XV w., mieszkańcy cierpieli wówczas również na skutek epidemii. W połowie XIX w. Robert Ruscheweyh założył pierwszy warsztat meblarski. Rozpoczęto wydobywanie pokładów węgla brunatnego, które trwało do wyczerpania pokładów.
W latach 1975–1998 miejscowość należała administracyjnie do województwa jeleniogórskiego.
W roku 2014 władze miasta stały się udziałowcem spółki „Olszyna PS Energetyka Odnawialna Sp. z o.o.”, która kosztem ponad 30 mln zł na wydzierżawionym od gminy gruncie o pow. 11,3 ha zbuduje elektrownię fotowoltaiczną o mocy 3 MW.

## Demografia
Piramida wieku mieszkańców Olszyny w 2014 roku.

## Zabytki
Do wojewódzkiego rejestru zabytków wpisane są obiekty:
- osada wiejska – ulicówka
- kościół ewangelicki, ob. rzym.-kat. par. pw. św. Józefa Oblubieńca NMP, wybudowany w latach 1895–1897 na miejscu świątyni z XIII/XIV w. z elementami późnoromańskimi i gotyckimi, renesansowy ołtarz główny, barokowe rzeźby. We wnęce muru kościoła wotywna figura przedstawiająca grabarza, która upamiętnia epidemię z 1629[7]
- kościół pomocniczy pw. Podwyższenia Krzyża Świętego, z 1314 roku, XVI-XVIII w.
- zespół pałacowy, ul. Chopina 39, z XVII-XIX w.:
  - pałac w Olszynie Średniej z drugiej poł. XIX wieku
  - park
- dom, ul. Chopina 15, murowano-szachulcowy, z 1792 r., pocz. XX w.
- dom, ul. Rzeczna 7, drewniany, k. XVIII

inne zabytki:
- dwór w Olszynie Średniej[8] wybudowany w 1798 przez hrabiego Rzeszy von Schmettow. Mówi o tym inskrypcja na płycinie umieszczona elewacji[9] w j. niem. Erbaut 1798 von des Herrn Reichs Grafen von Schmettow zur zeit war Schubert ober Amtman.

## Sport
W mieście działa klub piłkarski o nazwie OKS „Olsza” Olszyna obecnie występujący w 2 grupie A klasy Jeleniogórskiej. Klub powstał w 1946 r. (Barwy klubu Biały-Niebieski-Zielony). Drużyna popularnie nazywana jest Olszą. Klub posiada trzy zespoły młodzieżowe i jeden seniorów.

## Współpraca międzynarodowa
Miasta i gminy partnerskie:
- Železný Brod, Czechy[11]
- Ørbæk, Dania
- Großschönau, Niemcy[12]
- Szachtarśke, Ukraina